# Sons of the Desert
Sons of the Desert é um filme estadunidense de 1933, do gênero comédia, produzido por Hal Roach Studios e dirigido por William A. Seiter.
O filme consta na American Film Institute como uma das 100 melhores comédias de todos os tempos (96ª posição).

## Sinopse
Quando Stan e Ollie enganam suas esposas, fazendo com que acreditem que estão indo relaxar em um cruzeiro quando na verdade vão para uma convençao, elas descobrem a verdade da pior maneira.

## Elenco
- Stan Laurel
- Oliver Hardy
- Charley Chase
- Mae Busch